# Litoria verrucosa
Litoria verrucosa (Ranoidea verrucosa), también conocida como rana verrugosa, es una especie de anfibio anuro del género Litoria, es una rana excavadora originaria de Nueva Gales del Sur y Queensland, Australia.

## Descripción
Esta gran rana es rechoncha y con ojos grandes; alcanza una longitud de 4,9 centímetros. Tiene brazos pequeños y rechonchos y piernas largas y poderosas. La superficie dorsal de la rana verrugosa puede ser de un marrón grisáceo a un verde brillante. Hay pequeñas manchas oscuras en la espalda. La piel es áspera, de ahí el nombre de "rana verrugosa". Una banda oscura va desde el hocico, pasa a través del ojo y el tímpano, y llega hasta el hombro. Una línea pálida corre por el centro de la espalda. La superficie ventral es blanca y granular.
Las patas delanteras de la rana áspera están sin membrana pero las patas traseras sí poseen membranas en la base. El tímpano es visible y carece de almohadillas para los dedos.

## Ecología y comportamiento
La rana verrugosa es una rana excavadora que durante los períodos secos excava, emerge después de períodos prolongados de lluvia para reproducirse y alimentarse. Los machos croen desde fuentes de agua temporales, incluidos arroyos y estanques; su croar es un gruñido largo y gemido. Los huevos se ponen en grandes grupos. Los renacuajos se desarrollan rápidamente en los meses más cálidos para evitar la muerte por el secado del agua.